# 衛生政策

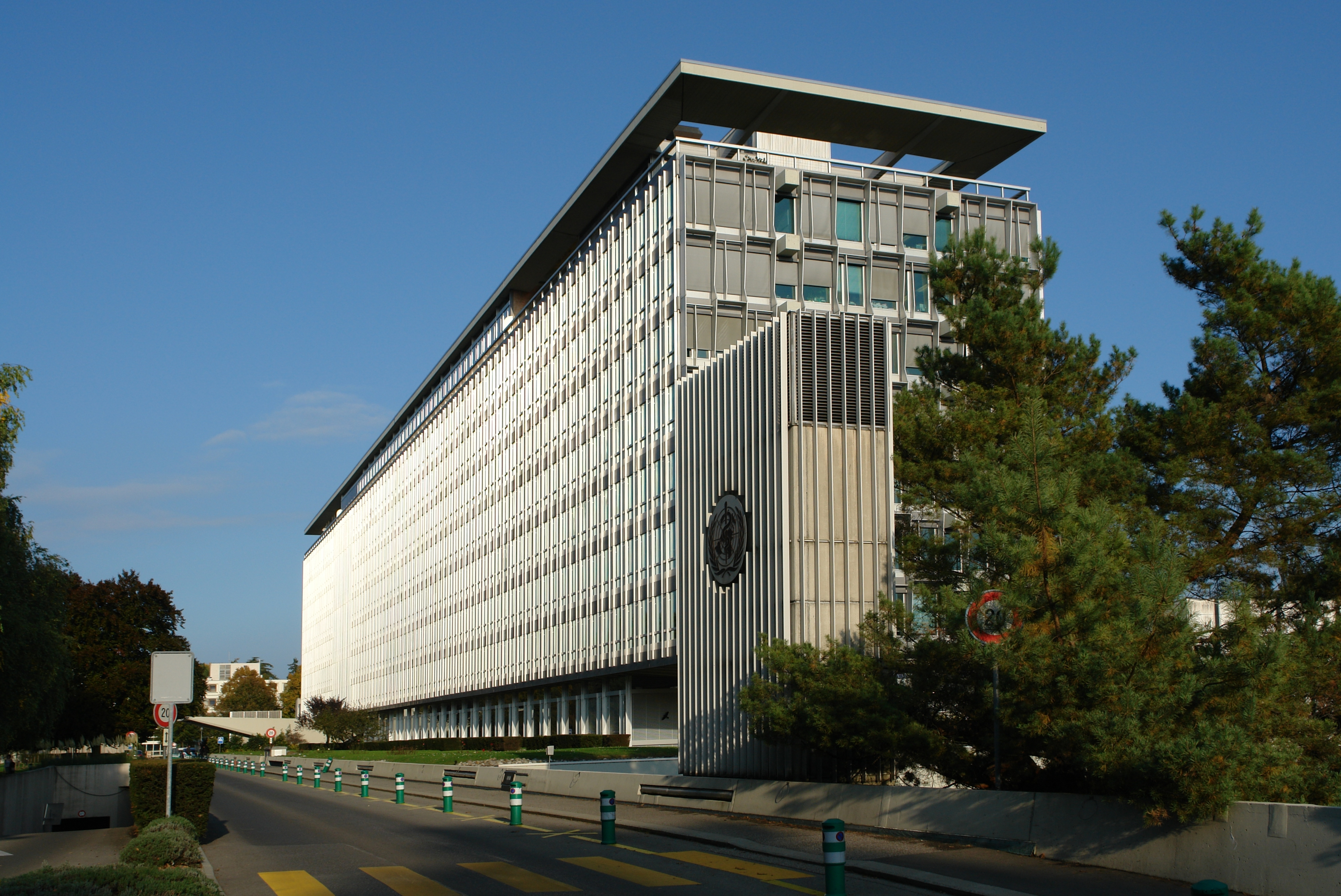
在瑞士日內瓦的世界衛生組織總部。

衛生政策（英語：Health policy）可定義為 "為實現社會之內特定醫療衛生目標而採取的決策、計劃、和行動 "。根據世界衛生組織（簡稱為WHO）的說法，明確的衛生政策可實現幾項目標：為未來的願景作定義、為不同群體的優先事項和預期扮演的角色作概述、以及建立共識，並讓人們知曉。
衛生政策包含多項種類，有全球衛生政策、公共衛生政策、心理健康政策、醫療衛生服務政策、保險政策、個人醫療衛生政策、藥品政策、以及與公共衛生相關的政策，例如疫苗接種政策，煙草控制政策（請參考吸菸英文版中public policy的部分）、或促進母親哺乳政策。也可能涵蓋以下主題：醫療衛生的融資以及醫療衛生的執行、護理的取得、護理的品質、和醫療衛生公平性。

## 背景
與衛生有關的政策，以及在實施時，都很複雜。用概念模型可以協助顯示，從衛生相關政策的制定、到政策和計劃的實施、再到醫療系統和衛生成果的整個流程。政策應被理解為不僅是用來支持計劃或干預的國家法律或衛生政策。運營政策是法條、規定、指導原則、還有管理規範，政府運用它們把國家法律以及政策轉化成執行的計劃和實際的服務。
制定政策的過程包括在國家級別，或在分權級別所做的決定（包括經費籌措的決定），這些決定會影響到是否會提供服務，如果會的話，如何提供。因此，必須注意醫療系統眾多個層級中的政策，並隨著時間演進，確保能持續的把規模擴大。一個有利的政策環境，對於衛生干預措施的擴充，會有助益。
在政治和證據中有許多主題，它們可能會影響到政府、私營企業、或其他團體，讓他們採用特定的政策。循證政策依靠科學和嚴謹的研究（例如隨機對照試驗），可確認出那些有能力達成改善結果的計劃及措施。大多數圍繞著個人醫療衛生政策的政治辯論，特別是那些尋求醫療改革的政策，通常可分為哲學上，或是經濟上兩類。哲學上的辯論圍繞有關個人權利（請參考個人和團體權利）、倫理、和政府的權威，而經濟上的主題則包括如何把醫療衛生服務效率極大化，還有如何降低成本。

在2009年，有全民健康保險的國家（綠色部分）。

現代醫療衛生概念涉及如何取得各類科別的醫事人員，以及各項醫學科技（譬如說藥品和手術設備的服務。還涉及取得有關研究的最新信息和證據，包括醫學研究和醫療衛生服務研究。
在許多國家，由個人利用自付費用來獲得醫療衛生的產品和服務，並讓私營的醫療和製藥產業去開發研究。醫事人力資源的規劃和產出，由勞動力市場的參與者之間做資源分配。
而其他國家則有一項明確的政策，以確保和支持所有公民能享有醫療衛生服務，提供經費做衛生研究，並規劃有足夠的數量、配置、以及符合資格的醫事人員，以實現醫療衛生的目標。世界上許多國家的政府已建立全民醫療衛生，通過建立風險池的概念，來減除私人企業或個人的醫療衛生費用負擔。支持和反對全民醫療衛生和相關的政策的雙方，都有他們自己的論據。醫療衛生是醫療系統的重要組成成分，這種支出通常是世界各國政府和個人費用領域裡面最大的項目之一。

## 個人醫療衛生政策的選項

### 哲學：健康權
許多國家和管轄區在指導其醫療衛生政策時，都會把人權的理念融入。WHO報告說，世界上每個國家至少都簽署過一項有關人權的條約，其中涉及醫療衛生的相關權利，包括健康權，以及與良好健康必要條件有關的其他權利。聯合國的《世界人權宣言》宣稱，醫療衛生是所有人的權利：
- 《世界人權宣言》第25條："人人有權享有足以維持其本人，及其家人的健康和福祉的生活水準，包括食、衣、住、醫療衛生、以及必要的社會服務，並有權在非其能控制的情況下所發生的失業、疾病、殘疾、喪偶、年老、或其他不符生計的事件發生時，享有受保障的權利。"

在某些管轄區，以及不同的基於信仰的組織中，衛生政策受到宗教信仰所塑造的義務所影響，這些義務是照顧那些處境不利的人，包括病患。其他管轄區和非政府組織在擬定衛生政策的時候，藉鑑人道主義原則，主張相同的公認義務，和信奉健康權的概念。近年來，國際特赦組織把健康作為一項人權的重點，提出各式問題，包括愛滋病藥物獲取管道不足，以及婦女的生殖健康（包括各國內部和跨國間孕產婦死亡率的巨大差異）。領先的醫學雜誌《柳葉刀》對這種作為基本人權的健康受到與日俱增的關注表示歡迎 。
關於由誰，在什麼情況下為所有人支付醫療費用的政策，仍存有很大的爭議。例如，政府在醫療衛生上的支出，有時會被當作是政府對人民健康承諾的一種全球性指標。另一方面，來自美國的一個思想流派，拒絕接受使用納稅人的稅金去資助醫療衛生費用的概念，他們認為這與醫師的專業判斷的權利（被認為同樣重要）互斥，以及他們擔憂由於政府參與監督國民的醫療衛生，可能會侵犯到醫生和患者之間的隱私權。這種論點進一步指出，全民健康保險把患者個人，按照自己的意願去處置自己的收入的權利剝奪掉。
這有關權利辯論中的另一個問題是，政府用立法對私營醫療保險業者與國營社會保險兩種體系間的競爭作控制，例如加拿大國家醫療保險這個案例。自由放任主義的支持者認為，這會把衛生系統的成本效益給侵蝕，因為那些本有能力負擔私人醫療衛生費用的人，也會在公共系統中把納稅者提供的資源消耗掉。這裡的問題是，與政府的管制和監督相比，投資者所擁有的私營醫療保險公司或健康維護組織是否能為客戶的最大利益而行事。在美國的另一種說法，認為政府對醫療衛生以及保險業的過度監管，終止醫師對窮人和老年人提供慈善家庭問診的義舉。

### 經濟學：醫療衛生的財源
有許多類型的衛生政策，重點是安排醫療衛生服務的經費來源，以分散患者的經濟風險。其中包括公費資助的醫療衛生（通過稅收或保險的方式，也稱為單一支付者醫療衛生系統），強制性或自願性的私人醫療保險，以及把個人醫療衛生服務完全交由私營醫療保險公司處理。關於哪種類型的籌資政策會導致醫療衛生服務品質的良或窳，以及如何確保分配經費有效果、效率好、又能達到醫療衛生公平性，爭論未曾間斷過。
在公共和私人的籌資政策問題上，雙方都有為數不少的爭論：
聲稱公費資助的醫療衛生可提高個人醫療衛生的品質與效率的說法：
- 政府的支出，對於醫療衛生服務和方案的可及性及持續性至關重要。[10]
- 對那些缺乏經濟能力，而無法得到照料的人來說，任何優質的照料都是一種進步。
- 由於人們認為全民健康保險是“免費”的（如果沒有保險費或自付費用的話），從長遠來看，他們更有可能會採用預防護理，疾病的發生因而得以減少，總體醫療費用也會降低。 [17]
- 單一支付者系統把中間人（即私營保險公司）取消，可減少浪費，從而降低官僚主義的干擾。[18]尤其可減少醫事人員處理保險理賠時的文書工作量，讓他們更能專注於治療患者。[19]

聲稱私營醫療衛生可提高個人醫療衛生的品質和效率的說法：
- 人們認為由政府負擔費用的醫療衛生服務是“免費”的，可能導致服務的濫用，與使用者付費的私營機構相比，總體成本因此會增加。[20][21]
- 私營的醫療衛生機構因為專科服務容易獲得，以及較短的等待時間，而有較高的品質和效率。[11][22][23]
- 限制公共經費用於個人醫療衛生，無醫療保險者支付自付醫療費用的能力不會降低。公共經費可受到更合理的運用，不論病患有無醫療保險，或者有無支付能力，都可得到急診室服務，例如美國在1986年通過的《緊急醫療和積極勞動法案（英语：Emergency Medical Treatment and Active Labor Act）》即為一例。
- 由私人設立和營運的醫療衛生機構，可把政府增加稅收，用以支付醫療衛生費用的要求降低，而政府機構由於官僚主義程度較高，效率低下，可能會讓情況變得更差。[22][24]

## 其他衛生政策選項
衛生政策的選項不僅限於個人醫療衛生的經費籌措和服務提供，還涉及國內外的醫學研究，和醫事人力資源規劃等領域。

### 醫學研究政策
醫學研究本身既可當作循證衛生政策定義用的基礎，也算是衛生政策本身，尤其是在經費籌措的方面。那些支持政府運用政策去資助醫學研究的人認為，消除利潤動機，可提高醫學創新的速度。反對者則認為，如此做法會適得其反，因為消除利潤的誘因，就會消除創新的誘因，新技術的開發和利用反因此受到阻礙。
有健全的醫學研究並不一定會導致循證政策的制定。例如，在國內愛滋病感染人數創下記錄的南非（請參考愛滋病在南非），由於先前的政府拒絕接受有關疾病傳播途徑的科學證據，而在分配經費以及取得治療愛滋病上採取限制的政策，引發強烈的爭議。後來政府的更迭，導致政策的改變，新政策得以實施，讓病患廣泛獲得醫療服務。另一個問題涉及智慧財產權，如在巴西的一個案例，政府的政策違反藥物專利（請參考巴西的愛滋病 中英文 Drug patents的部分），授權國內生產用於治療愛滋病的抗反轉錄病毒藥物一事，引發爭論。

### 醫事人力政策
一些國家和管轄區制定明確的政策或策略，規劃出足夠的數量、配置、和品質的醫事人員，以期達成醫療衛生的目標，例如解決醫師和護理人員短缺的問題（請參考醫師的供給，以及護理人員短缺問題）。而在其他地方，勞動力規劃是由勞動力市場內的參與者之間的分配，這是對衛生政策的自由放任的做法。勞動力發展的循證政策的制定，通常是根據醫療衛生服務研究後所得結果而進行。

### 外交政策中的醫療衛生
許多政府和機構在他們的外交政策中都包含醫療衛生這個面向，以實現全球醫療衛生的目標。在低收入國家裡面提倡醫療衛生，被視為有助於實現全球議程上其他的目標，包括：
- 促進國際安全–與全球所畏懼的瘟疫、惡意傳播病原體、以及可能會增加的人道危機（英语：humanitarian crisis）、自然災難、以及緊急情況都有關係；
- 促進經濟發展，包括解決健康狀況不佳對經濟發展產生的負面影響，瘟疫的爆發對全球市場的影響，以及從不斷增長的保健品和服務的銷售，讓全球市場從中受益；
- 促進社會正義–強化以健康作為一項社會價值和人權，包括支持聯合國的千年發展目標。

### 全球衛生政策
全球衛生政策包括全球治理結構，透過這些結構創建出全世界公共衛生的基礎政策。在解決全球衛生的問題時，全球衛生政策 "暗示著要考慮整個地球居民的衛生需求，而非只關注特定的國家。" 與國際衛生政策（主權國家之間的協議）和比較衛生政策（跨國的衛生政策分析）所不同的是，全球衛生政策機構，由構成全球衛生對策的參與者和規範所共同組成。

## 外部連結
- Alliance for Health Policy and Systems Research （页面存档备份，存于）
- Health Policy and Planning （页面存档备份，存于） journal
- Centre for History in Public Health, London School of Hygiene and Tropical Medicine （页面存档备份，存于）
- Kaiser Family Foundation
- HHS Office for Civil Rights - HIPAA （页面存档备份，存于）
- Duke Health Policy Gateway
- Johns Hopkins Bloomberg School of Public Health
- Department of Health and Human Services （页面存档备份，存于）